# Burgstall Litzldorf
Der Burgstall Litzldorf ist eine abgegangene hochmittelalterliche Höhenburg auf 605 m ü. NHN etwa 550 m südlich der Pfarrkirche St. Michael in Litzldorf, einem Gemeindeteil der Gemeinde Bad Feilnbach im Landkreis Rosenheim von Bayern. Er wird als Bodendenkmal unter der Aktennummer D-1-8238-0250 als „Burgstall des hohen Mittelalters“ geführt.

## Geschichte
In Litzldorf (Luzzilindorf = das kleine Dorf) gibt 849 ein „vir nobilis presbiter Erchanpald“ seinen ererbten Besitz an Freising. Dieser Erchanpald wird nochmals 846 erwähnt, denn nach seinem Tod soll ein gewisser Alpuni, falls er Priester wird, seine Pfründe zu Audorf erhalten.

## Beschreibung
Der fast viereckige Burgstall liegt in einem Waldgebiet in der Nähe einer früheren Kalkbrennerei. Er hat die Ausmaße von 65 m in Südwest-Nordost-Richtung und 60 m in Südost-Nordwest-Richtung. Das Burgplateau hebt sich um ca. 6 m von der Umgebung ab.